# Stenocereus fimbriatus
Stenocereus fimbriatus ist eine Pflanzenart aus der Gattung Stenocereus in der Familie der Kakteengewächse (Cactaceae). Das Artepitheton fimbriatus stammt aus dem Lateinischen, bedeutet ‚gefranst‘ und verweist auf die Schuppen des Perikarpells.

## Beschreibung
Stenocereus fimbriatus wächst baumförmig mit zahlreichen kandelaberartig verzweigten Trieben und erreicht Wuchshöhen von 8 bis 12 Meter. Es wird ein deutlicher Stamm ausgebildet. Die aufrechten bis etwas spreizenden Triebe weisen Durchmesser von bis zu 30 Zentimeter auf. Es sind neun bis zwölf scharf voneinander getrennte Rippen vorhanden, die bis zu 1,5 Zentimeter hoch sind. Die meist drei grauen Mitteldornen besitzen eine dunklere Spitze und sind bis 4 Zentimeter lang. Einer von ihnen ist länger als die übrigen. Die meist zehn Randdornen sind gräulich.
Die Blüten öffnen sich in der Nacht und sind 7 bis 9 Zentimeter lang. Sie sind außen grünlich bis etwas purpurfarben und innen weiß. Die kugelförmigen, roten Früchte erreichen einen Durchmesser von bis zu 5 Zentimeter. Sie sind mit Dornen besetzt, die bei Reife abfallen. Das Fruchtfleisch ist rot.

## Verbreitung, Systematik und Gefährdung
Stenocereus fimbriatus ist in Jamaika, Kuba, Haiti, der Dominikanischen Republik und Puerto Rico verbreitet.
Die Erstbeschreibung als Cactus fimbriatus erfolgte 1785 durch Jean-Baptiste de Lamarck. Alicia Lourteig stellte die Art 1991 in die Gattung Stenocereus.
In der Roten Liste gefährdeter Arten der IUCN wird die Art als „Least Concern (LC)“, d. h. als nicht gefährdet geführt.

## Nachweise